# Aigle (Schiff, 1801)
Die Aigle (deutsch: „Adler“) war ein 74-Kanonen-Linienschiff (Zweidecker) der Téméraire-Klasse (Duquesne-Gruppe) der französischen Marine, das von 1801 bis 1805 in Dienst stand.

## Geschichte

### Bau
Das Schiff wurde unter der Bauaufsicht des Schiffbaumeisters Jean-Marie Houssez 1794 im Marinearsenal von Rochefort auf Kiel gelegt. Der Stapellauf erfolgte am 6. Juli 1800 und die Indienststellung im Februar 1801.

### Einsatzgeschichte
1805 segelte sie mit der Algésiras nach Westindien, um die französische Flotte unter dem Kommando von Vizeadmiral Pierre de Villeneuve zu treffen.
Am 21. Oktober 1805 nahm sie an der Schlacht von Trafalgar teil und wurde von den Briten gekapert. Während der Schlacht kamen von den 755 Mann der Besatzung 70 um, 100 weitere wurden verwundet; auch der Kapitän des Schiffes fand den Tod.
Am folgenden Tag gelang es der französischen Mannschaft, das von den Briten als Prise genommene Schiff wieder in ihre Gewalt zu bringen. Am 23. Oktober 1805 erlitt es jedoch während eines Sturms Schiffbruch.